# Ciołkowscy herbu Jastrzębiec
Ciołkowscy herbu Jastrzębiec – polski ród szlachecki wywodzący się z Mazowsza.

## Historia
Około drugiej połowy XV wieku Ciołkowo Wielkie należało do rodziny Klinickich, wówczas bardzo zamożnej. Na początku XVI wieku owe włości przeszły na własność rodziny szlacheckiej z Sękowa, a zdarzyło się to w bliżej nieznanych okolicznościach. Jeden z dziedziców z Sękowa, Andrzej, nosił nazwisko Sękowski, podobnie jak jego brat Jan. Jednak ich potomkowie przyjęli nazwisko Ciołkowski. Ponadto wykupili całość ziemi Ciołkowa Wielkiego i Małego (które dziś stanowią wieś i okolicę wsi Ciółkowo w powiecie Płockim). Rodzina Ciołkowskich podobnie jak rodzina Sękowskich należała do rodu heraldycznego Jastrzębiec. Dziś w zdecydowanej większości ród Ciołkowskich wywodzi się właśnie z tej linii. To właśnie Ciółkowo jest kolebką owej linii. Która to, poprzez wieki zawędrowała aż na Żmudź, Polesie, a nawet południowe części Wołynia.
Co nie znaczy, że była to jedyna linia owego rodu. Zgodnie z tym co napisane w Herbarzu Mazowieckim, w połowie XVI wieku W Ciołkówku żyła rodzina dziedziców z Woźnik. Jednym z dziedziców Ciołkowa Małego był Andrzej zwany Jaszkiem, przyjął na początku XVI wieku nazwisko Ciołkowski. Jednak linia ta wygasła, gdyż jego jedyny wnuk Stanisław pozostawił tylko córki.

## Znani członkowie rodu
- Konstantin Edwardowicz Ciołkowski – uczony rosyjski, pochodzenia polskiego.
- Prof. mgr inż. Zdzisław Leopold Ciołkowski, syn Aleksandra i Wandy z d. Pijar, urodził się 19 kwietnia 1905 roku w Krośnie w woj. Rzeszowskim. Prowadził zajęcia dydaktyczne z rysunku technicznego, geometrii wykreślnej, technologii metali i maszynoznawstwa na Wydziałach: Budowy Maszyn, Mechaniczno-Technologicznym, Budowy Okrętów, Budownictwa Lądowego i Budownictwa Wodnego Politechniki Gdańskiej; w 1964 r. odznaczony został Krzyżem Kawalerskim Orderu Odrodzenia Polski − Polonia Restituta Zmarł 30 marca 1987 roku w wieku 82 lat. Pogrzeb odbył się 2 kwietnia 1987 r. na Cmentarzu Komunalnym w Sopocie[1].